# The Astronomy and Astrophysics Review
The Astronomy and Astrophysics Review est une revue scientifique à comité de lecture publiée trimestriellement par Springer-Verlag GmbH Allemagne, subsidiaire de Springer Science+Business Media. La rédactrice en chef est Francesca Matteucci. Le premier numéro a été publié en avril 1989.

## Périmètre
La revue publie des revues invitées sur tous les domaines de l'astronomie et de l'astrophysique, y compris la physique des rayons cosmiques, les études sur le système solaire, l'astrobiologie, les études d'intérêt astrophysique en laboratoire ou en physique des particules, l'instrumentation, les méthodes informatiques ou statistiques avec des applications astronomiques spécifiques, et autres sujets liés à l'astronomie et à l'astrophysique.

## Résumés et indexation
Cette revue indexée dans les bases de données suivantes :
- Current Contents/Physical, Chemical & Earth Sciences
- Science Citation Index
- Academic OneFile
- Academic Search
- Astrophysics Data System
- Computer & Control Abstracts
- Electrical & Electronics Abstracts
- Physics Abstracts
- Earthquake Engineering Abstracts
- Engineered Materials Abstracts
- EI-Compendex
- ProQuest
- Scopus
- SIMBAD Astronomical Database
- SPIRES
- VINITI